# Bwanga Tshimen
Raymond Bwanga Tshimen (4. ledna 1949, Lubumbashi, Belgické Kongo) je bývalý konžský fotbalista, který hrál na postu obránce. V roce 1973 vyhrál anketu Africký fotbalista roku. Během své kariéry byl díky svému hernímu stylu africkým a francouzským tiskem přezdíván „Černý Beckenbauer“.
V roce 2000 byl federací IFFHS zvolen konžským fotbalistou století. V roce 2006 byl vybrán federací CAF jako jeden z 200 nejlepších afrických hráčů posledních 50 let.
Je bratrancem jiného konžského fotbalisty Kazadiho Mwamba.